# Section Eight Productions
Section Eight Productions è stata una casa di produzione cinematografica fondata nel 2001 dal regista Steven Soderbergh e dall'attore George Clooney.
Ha prodotto diverse pellicole di successo tra cui Lontano dal paradiso, Insomnia, Syriana, A Scanner Darkly - Un oscuro scrutare, e Michael Clayton, oltre ai film in cui Clooney ha vestito i panni di regista: Confessioni di una mente pericolosa e Good Night, and Good Luck.
In accordo col desiderio di Soderbergh di dedicarsi maggiormente al lavoro di regista anziché di produttore, a luglio 2006 la Section Eight Productions ha chiuso i battenti lasciando spazio alla neonata Smokehouse Productions, fondata il 1º agosto 2006 da George Clooney e Grant Heslov.